# Silene megalantha
Silene megalantha är en nejlikväxtart som beskrevs av O.N. Bondarenko och Vvedenskii. Silene megalantha ingår i släktet glimmar, och familjen nejlikväxter. Inga underarter finns listade i Catalogue of Life.